# C-Cast
C-Cast est une solution, destinée aux diffuseurs, créé par la société belge EVS qui permet de diffuser en continu (stream) des clips ou des angles de vues alternatifs sur les seconds écrans (second screen en anglais) des téléspectateurs pendant la diffusion du direct.
L'application finale (sur iPad, iPhone, TV connectée ou autre), à développer par le diffuseur ou le détenteur de droit, permet au téléspectateur de revoir à volonté d'autres angles de caméra que ceux diffusés à la télévision tout en ne perdant pas le fil conducteur et les moments importants diffusés à la télévision. 
Sorti en 2011, le programme a été récompensé plusieurs fois par des prix internationaux,,,,,.